# Antifa Hack Team
Antifa Hack Team (AHT, АХТ, Команда Хакеров-Антифашистов) — российская антифашистская хакерская группировка, специализирующаяся на взломах сайтов неонацистских организаций.
Организована в конце 2005 — начале 2006 года. Подвергла атакам около 30 тысяч неонацистских сайтов.

## Цели и идеология
Основными целями члены AHT называют сбор информации об участниках неонацистских организаций, уничтожение данных об антифашистах, хранящихся на неонацистских сайтах и уничтожение непосредственно информационных ресурсов неонацистов. Поддерживают антифашистскую идеологию и разделяют мнение хакеров о том, что информация должна быть свободной, о чём говорится на основном сайте команды: 

«Информация должна быть свободной. NO PASARAN!».

Отличительной особенностью акций Antifa Hack Team является использование фотографий периода второй мировой войны и попытка максимально широко распространить полученную информацию.

## Интересные факты
- Данные, полученные в результате взломов Antifa Hack Team были использованы в качестве реплик актёров в фильме «Россия 88»[5],[6].

## Юридические аспекты
Деструктивные взломы Antifa Hack Team могут трактоваться судом как Крайняя необходимость в связи с тем, что на всех неонацистских сайтах публиковались домашние адреса антифашистов и правозащитников с призывами к убийству.

## Акции Antifa Hack Team

### Дефейсы
- 2006, 30 января Взлом «Всеславянского нацистского портала»[8], взлом приурочен годовщине снятия блокады Ленинграда.
- 2006, 8 февраля Взлом «Национал-социалистического форума»[9], акция посвящена памяти подводника Маринеско.
- 2006, 8 марта Взлом «Контр-Антифашистского портала»[10], акция посвящена памяти убитого антифашиста Тимура Качаравы.
- 2006, 9 мая Праздничный взлом «Всеславянского нацистского портала»[11], на главной странице взломанного сайта были размещены поздравления ветеранам и фотография с парада победы.
- 2006, 10 мая Повторный взлом «Всеславянского нацистского портала»[12], первый шутливый взлом команды.

- 2007, 1 января Взлом «Молодёжного Националистического портала: Русский террор»[13].
- 2007, 11 марта Взлом национал социалистического портала «Белые волки»[14].
- 2007, 13 марта Повторный взлом портала «Белые волки»[15].
- 2007, 9 мая Взлом «Молодёжного Националистического портала: Русский террор»[16], приуроченный к дню победы

- 2008, 9 мая Взлом портала «Белые волки»[17], приуроченный к дню победы

### Уничтожениебаз данных
- 2008, 9 мая Уничтожение баз данных ряда региональных неонацистских сайтов расположенных на «Правом хостинге net14»[18].

### Информационные акции
- 2006, 2 февраля Публикация данных об элите форума «Всеславянский нацистский портал»[19].
- 2006 Публикация баз данных форумов, личной переписки по e-mail и паролей к ряду неонацистских форумов и почтовых ящиков участников неонацистских организаций[20].
- 2006, 26 июня Интервью для издания Gazeta.ru[21].
- 2007, 16 февраля Интервью для издательства АЖУР(Фонтанка.ру)[1].